# Morrison Hotel
Morrison Hotel ist das fünfte Musikalbum der Rockband The Doors. Es erschien im Februar 1970.

## Geschichte
Das eher experimentelle Vorgängeralbum The Soft Parade hatte sich nicht sehr gut verkauft. Mit Morrison Hotel kehrte die Band zu ihren Wurzeln zurück. Die Songs auf diesem Album sind wieder rockiger und bluesinspiriert. Für die Aufnahmen holte sich die Band Verstärkung ins Studio. Der Bluesmusiker Lonnie Mack spielte am Bass und John Sebastian spielte Mundharmonika, er trat unter dem Pseudonym G. Puglese auf.
Cover Morrison Hotel

Link zum Bild

Das Cover zeigt die Band im Schaufenster eines Hotels. Die Jalousien sind bis zum Werbeschriftzug Morrison Hotel um ungefähr ein Viertel zugezogen. Jim Morrison steht in einem weißen Hemd hinter einem Zimmerpreisschild. Die weiteren Bandmitglieder haben sich um ihn herum sitzend und stehend gruppiert. Das „Morrison Hotel“ befindet sich in der 1246 South Hope Street in Los Angeles. Die Band fragte den Hotelmanager, ob sie ein Foto vom Hotel schießen dürften. Als dieser sich dies verbat, ging die Band trotzdem ins Hotel und stellte sich für den Fotografen in Pose, als niemand zuschaute. Die erste Seite der LP erhielt den zusätzlichen Titel Hard Rock Cafe; ein Cafe mit diesem Namen in Los Angeles, das schon vor der 1971 gegründeten gleichnamigen Restaurantkette bestand und nichts mit ihr zu tun hat, ist auf der Rückseite des Albums abgebildet.
In der Bundesrepublik Deutschland erschien Morrison Hotel auch in einer Sonderauflage mit einer anderen Cover-Gestaltung als twen-Platte.

## Titelliste

### Seite A – Hard Rock Cafe
1. Roadhouse Blues (Morrison, Doors) – 4:04
2. Waiting for the Sun (Morrison) – 3:59
3. You Make Me Real (Morrison) – 2:53
4. Peace Frog (Morrison, Krieger) – 2:54
5. Blue Sunday (Morrison) – 2:13
6. Ship of Fools (Morrison, Krieger) – 3:08

### Seite B – Morrison Hotel
1. Land Ho! (Morrison, Krieger) – 4:10
2. The Spy (Morrison) – 4:17
3. Queen of the Highway (Morrison, Krieger) – 2:47
4. Indian Summer (Morrison, Krieger) – 2:36
5. Maggie M’Gill (Morrison, Doors) – 4:23

### Bonus-Titel auf der CD (2007 veröffentlicht)
1. Talking Blues
2. Roadhouse Blues (takes 1–3)
3. Roadhouse Blues (take 6)
4. Carol
5. Roadhouse Blues (take 1)
6. Money Beats Soul
7. Roadhouse Blues (takes 13–15)
8. Peace Frog (false starts and dialogue)
9. The Spy (version 2)<
10. Queen of the Highway (Jazz version)

## Die Stücke

### Roadhouse Blues
Roadhouse Blues wurde am 4. und 5. November 1969 aufgenommen. Im März 1970 wurde der Song als Single veröffentlicht. Auf der CD aus dem Jahr 2007 sind einige Takes des Stücks zu hören, die einen Einblick in die Arbeit bei den Aufnahmen geben. Produzent Rothchild ist darauf zu hören, wie er Bandmitglieder Anweisungen gibt. Zu Gitarrist Robby Krieger sagt er: we’re going to the roadhouse, Robby, not the bathroom! Die Mundharmonika wird von John Sebastian gespielt. Es ist der einzige Auftritt des Künstlers auf dem Album.
Eine erste bekannte Coverversion entstand 1972. Die britische Band Status Quo spielte das Stück für ihr Album Pile Driver ein. Die US-amerikanische Rockband Blue Öyster Cult coverte den Song 1981 während einer Tournee und die Live-Aufnahme erschien auf ihrem Livealbum Extraterrestrial Live. Robby Krieger tritt bei dieser Aufnahme als Gastmusiker mit der Band auf. Die kanadische Jeff Healey Band spielte den Song 1989 in dem US-amerikanischen Actionfilm Road House. In Oliver Stones Film The Doors wird das Stück gleich zweimal gespielt.

### Waiting for the Sun
Waiting for the Sun entstand bereits 1968 und sollte eigentlich Titelsong des gleichnamigen Albums werden. Der Song wurde schließlich nicht auf diesem Album veröffentlicht, aber der Titel des Albums blieb. Erst auf dem übernächsten Album Morrison Hotel wurde er veröffentlicht.

### Peace Frog
Der Song Peace Frog geht auf dem Album nahtlos in den nächsten Song Blue Sunday über. Radiostationen spielen deshalb meist beide Stücke gemeinsam. Der Liedtext ist geprägt von blutrünstiger Lyrik. Der Originaltitel des Gedichts von Morrison, der als Textgrundlage diente, lautete Abortion Stories. Jim Morrison verarbeitete in diesem Song ein Kindheitstrauma. Er war als Kind Zeuge eines schweren Autounfalls. Bei diesem Autounfall waren einige Indianer ums Leben gekommen und die Leichen lagen auf der Straße. Im Text des Lieds heißt es: Indians scattered on dawn’s highway, bleeding. Ghosts crowd the young child’s fragile, eggshell mind. Oliver Stone stellte den Autounfall in seinem Film The Doors später nach. Die Textzeile blood in the streets in the town of New Haven bezieht sich auf die Inhaftierung Morrisons durch die Polizei während eines Konzerts im Jahr 1967 in New Haven und die anschließend beginnenden Tumulte der Fans. Die Zeile blood on the streets in the town of Chicago beziehen sich auf die Vorkommnisse bei der Democratic National Convention 1968.

### Queen of the Highway
Queen of the Highway wird als eine Beschreibung der Beziehung zwischen Jim Morrison und Pamela Courson angesehen. Morrison beschreibt seine Freundin in diesem Stück mit der Refrainzeile She was a princess – Queen of the Highway und sich selbst mit der Zeile He was a monster – Black dressed in leather. Pamela Courson überlebte Jim Morrison nur um knapp drei Jahre. Sie starb an einer Überdosis Heroin.

### Indian Summer
Indian Summer entstand bereits im August 1966 während der Aufnahmen zu ihrem Debütalbum The Doors. Erst auf diesem Album wurde es erstmals veröffentlicht.

## Kommerzieller Erfolg

### Chartplatzierungen
| ChartsChartplatzierungen       | Höchstplatzierung | Wochen |
| ------------------------------ | ----------------- | ------ |
| Schweiz (IFPI)                 | 83 (1 Wo.)        | 1      |
| Vereinigte Staaten (Billboard) | 4 (27 Wo.)        | 27     |
| Vereinigtes Königreich (OCC)   | 12 (8 Wo.)        | 8      |

### Auszeichnungen für Musikverkäufe
| Land/Region                  | Auszeichnungen für Musikverkäufe (Land/Region, Auszeichnung, Verkäufe) | Verkäufe  |
| ---------------------------- | ---------------------------------------------------------------------- | --------- |
| Australien (ARIA)            | 2× Platin                                                              | 140.000   |
| Frankreich (SNEP)            | Platin                                                                 | 300.000   |
| Italien (FIMI)               | Gold                                                                   | 25.000    |
| Kanada (MC)                  | Platin                                                                 | 100.000   |
| Österreich (IFPI)            | Gold                                                                   | 25.000    |
| Schweiz (IFPI)               | Gold                                                                   | 25.000    |
| Spanien (Promusicae)         | Platin                                                                 | 100.000   |
| Vereinigte Staaten (RIAA)    | Platin                                                                 | 1.000.000 |
| Vereinigtes Königreich (BPI) | Gold                                                                   | 100.000   |
| Insgesamt                    | 4× Gold · 6× Platin ·                                                  | 1.815.000 |

Hauptartikel: The Doors/Auszeichnungen für Musikverkäufe

## Dokumentation
- Classic Albums: The Doors "Morrison Hotel". Regie: John Albarian, ZDF, Großbritannien, 49 Minuten, 2021